# Zekial Marko
Zekial Marko (* 31. Oktober 1931 in Salinas, Kalifornien; † 9. Mai 2008 in Centralia, Washington), eigentlich Marvin Leroy Schmoker, war ein US-amerikanischer Schriftsteller, der überwiegend unter dem Pseudonym John Trinian schrieb.

## Leben
Marko war der Sohn von Wallace Cyril Schmoker und dessen Ehefrau Ruth Halverson; sein älterer Bruder war der Maler und Schriftsteller Kenn Davis. Als die Eltern sich scheiden ließen, ging Marko zusammen mit seiner Mutter und seinem Bruder nach San Francisco. Beide Brüder besuchten dort erst eine Grammar School und wechselten bei Kriegseintritt der USA 1941 in eine Catholic Boy’s Boarding School in San Rafael (Marin County).
Nach Kriegsende vereinigte sich die Familie wieder und lebte in San Francisco zusammen; die Mutter hatte inzwischen einen Henry Davis geheiratet. Bei der Adoption durch ihren Stiefvater nahm Kenn Davis dessen Familiennamen an und Marko ließ seinen Namen offiziell in Zekial Marko ändern. Nach Beendigung der Schulzeit arbeitete Marko in verschiedenen Beruf, u. a. war er Schauspieler, Drehbuchautor und auch einige Zeit Barmixer für Juanita Musson.
1954/1955 machte Marko die Bekanntschaft von Kenneth Rexroth und unterstützte ihn 1955 bei dessen Six Gallery reading, eine Veranstaltung, welche den Beginn der San Francisco Renaissance markiert. Befreundet mit Richard Brautigan, Allen Ginsberg und Jack Kerouac gilt er auch der Beat Generation zugehörig.
Seine letzten Jahre verbrachte Marko in Centralia, wo er am 9. Mai 2008 starb und dort auch seine letzte Ruhestätte fand. Er war dreimal verheiratet und hatte einen Sohn, Aaron David Schmoker (1958–2005) und zwei Töchter, Belle Marko (* 1956) und Zefra Marko (* 1961).

## Werke (Auswahl)
Romane
- The big grab. 1959.
- North Beach girl. 1960.
- The savage breast. 1961.
- Scratch a thief. 1961.
  - deutsch: Millionenraub in San Francisco. Verlag Ullstein, Frankfurt/M. 1965.
- House of evil. 1962.

Drehbücher
- Once a thief. 1965. (frei nach Scrath a thief)
- The Zombie 1974 (für die Fernsehserie Der Nachtjäger)
- Die Lady am Strand (für die Fernsehserie Detektiv Rockford – Anruf genügt)
- A funeral for Max Berlin. 1974 (13. Folge der Fernsehserie Toma)
- The street. 1974 (21. Folge der Fernsehserie Toma)

## Verfilmungen
- Henri Verneuil (Regie): Lautlos wie die Nacht. Frankreich 1962 (frei nach The big grab)
- Ralph Nelson (Regie): Millionenraub in San Francisco. USA 1965 (nach Scratch a thief)